# Massimo Vitali
Pour les articles homonymes, voir Vitali.
Massimo Vitali (né en 1944 à Côme, en Lombardie) est un photographe italien contemporain.

## Biographie
Il vit et travaille à Lucques et à Berlin.

## Expositions
- 1998
  - Rencontres d'Arles
- 2001
  - Biennale de Venise
- 2007
  - Paris Photo

## Publications
- Landscapes with Figures, Steidl, 2004  (ISBN 3-88243-912-2)
- Beach and Disco, Steidl, 2000  (ISBN 9783882436464)
- dormir/sleep, coromandel press, 2000
- Les Plages du Var, Toulon, Hôtel des Arts, 2000  (ISBN 2913959032)
- So Now Then, Ffotogallery editions, 2006
- Natural habitats, Göttingen, Steidl, 2010  (ISBN 9783865219091)
- Family tree, Göttingen, Steidl, 2011  (ISBN 9783869302577)